# Заменители молока и сливок
Замени́тели молока́ и сли́вок — искусственно созданные с использованием катализаторов и бактерий (в том числе и ГМО) или изменённые с целью длительного хранения и дальнейшего использования «молочные продукты», в процессе преобразования которых создаются совершенно новые промежуточные вещества и составы — отличные от исходного или первоначально-цельного и непереработанного оригинала в виде молока и/или сливок, — с иными физическими и химическими свойствами или характеристиками (как сгущённое молоко с сахаром, концентрированное молоко и сухое порошковое молоко, а также обезжиренное молоко, обрат или молочная сыворотка и т. п. сырьё, продукты и полуфабрикаты), которые в дальнейшем используются при производстве кулинарных изделий и блюд, употребляются в пищу в изменённом виде или используются для составления кормовых смесей, пищевых добавок, детского питания и иных целей; также используются в качестве кормовых продуктов при выкармливании животных (телят, поросят и т. д.).

## Особенности
Заменители молока и сливок используются для производства различных питательных смесей энтерального питания, которые делятся на полимерные (полноценные по составу и на базе натуральных высококачественных продуктов, суспензий или растворов, концентратов и растворимых порошков), мономерные диетические (как натуральные и искусственно созданные протеины или белки и углеводы в гидролизованной форме) и питательные модули. Не всегда заменители молока и сливок напоминают цельное парное или сырое молоко и сливки по консистенции, виду или цвету и вкусу. В некоторых случаях в составе «заменителей» животного молока и сливок современных западноевропейских стран могут вноситься растительные или искусственно созданные протеины и жиры в гомогенизированном эмульсионно-подобном виде, однако — в зависимости от особенностей исторически сложившихся культурно-национальных традиций, убеждений и верований, по состоянию здоровья или по причине пристрастий и привычек, не у всех народов и не во всех странах мира к заменителям животного молока и сливок относятся разновидности растительного молока, хотя в современной Европе оно и используется в качестве суррогата молочных продуктов животного происхождения и особенно коровьего — ввиду наличия в нём непереносимой многими людьми лактозы.

## Разновидности заменителей цельного молока и сливок
В зависимости от культур и традиций к заменителям молока могут быть отнесены:
- молочная сыворотка;
- обрат;
- «порошковое молоко» (восстановленное из молочного порошка);
- растительное молоко, если оно не является общенациональным продуктом питания (как в странах Азии, Индонезии[3], доколумбовой Америки, отдельных районах Африки и т. д.) — где оно употребляется в качестве привычного и исторического продукта питания наравне с молоком животных или является основным;
- сгущённое молоко (с сахаром);
- сгущённое стерилизованное молоко (без сахара);
- коагулированное сгущённое молоко (без сахара);
- сливки приготовленные из обезжиренного молока с добавлением жира;
- искусственные сливки;
- порошковое сухое молоко;
- сухое молоко с сахаром;
- искусственное молоко с животными жирами;
- концентрированное молоко.

## Заменители животного молока в диетологии
По различным причинам отдельные персоны и группы людей могут отказываться от употребления животного молока, ища своеобразную пищевую альтернативу, среди которых можно выделить:
- этические убеждения — по причинам которых утверждается, что промышленное производство молока основано на эксплуатации и угнетении сельскохозяйственных животных, превращая «наших меньших братьев» в «машины для производства молока и мяса»; человек разрывает естественные связи, отнимая новорождённых телят от их матерей сразу после рождения; молочные коровы забиваются на говядину после трёх лет доения (при нормальной средней продолжительности жизни — 25 лет); большая часть телят, полученная от молочных коров, забивается на телятину через 2—3 недели после рождения, причём в этот период они не кормятся полноценной пищей, для изменения качеств мяса[3]. В данном случае приверженцы веганства переходят на иные виды и продукты питания, не связанные с животными белками и жиром, ища альтернативу в растительном сырье.
- индивидуальная непереносимость лактозы — из-за чего некоторые люди с самого рождения не могут переваривать молочный сахар и соответственно имеют непереносимость лактозы, а многие приобретают её с возрастом.
- аллергические реакции[4] — вне зависимости от достаточности ферментов для расщепления лактозы и казеина, молоко для таких людей считается облигатным аллергеном и при употреблении молока вызывает различные формы негативных симптомов — как вялотекущих с преобладанием «астматического компонента», так и реактивных по-типу «отёка Квинке и крапивницы».
- персональное или коллективное убеждение, что потребление молока животных не подходит человеку и что для взрослого человека потребление молока, предназначенного для детёнышей, неестественно.

## Дополнительные источники
- Классификация заменителей молока // Поликлиническая педиатрия: учебник / под ред. А. С. Калмыковой. — М.: ГЭОТАР-Медиа, 2007. — 624 с. — ISBN 978-5-9704-0417-1.